# Клеобис и Битон
Клеобис и Битон (др.-греч. Κλέοβις και Βίτων) — братья-аргивяне, персонажи греческой мифологии, связанные с культом Геры Аргосской. Они впряглись в колесницу, чтобы довезти мать до храма, и в награду получили от богини высшее благо — смерть во сне. Статуи Клеобиса и Битона, стоявшие в святилище Аполлона в Дельфах, сохранились до наших дней.

## В мифологии
Источником сюжета о Клеобисе и Битоне является «История» Геродота (V век до н. э.). Этот автор вложил в уста Солона, беседовавшего с царём Лидии Крёзом, рассказ о двух братьях, сыновьях жрицы Геры Аргосской по имени Кидиппа. Клеобис и Битон были зажиточными людьми, отличались физической силой и побеждали на атлетических состязаниях. Однажды их матери нужно было отправиться на праздник в честь богини, взяв с собой священную утварь, но в колесницу некого было запрячь, так как быки ещё не вернулись с поля. Между тем за опоздание на обряд жрице грозила казнь. Тогда Клеобис и Битон сами впряглись в ярмо и протащили колесницу до самого храма, на расстояние в сорок пять стадиев (около восьми километров). Благодарная мать попросила для них у богини в качестве награды за их сыновнюю любовь и благочестие «высшее благо, доступное людям», и получила желаемое: её сыновья после жертвоприношения и трапезы уснули в святилище и умерли во сне. Солон назвал этих братьев самыми счастливыми из людей после афинянина Телла.

## Память
В Аргосе в историческую эпоху почитали Клеобиса и Битона за их любовь к матери и к богам. По крайней мере до II века н. э. в этом городе существовал мраморный рельеф, на котором были изображены герои, влекущие колесницу. Аргивяне чеканили монеты с изображениями братьев. Статуи Клеобиса и Битона стояли в святилище Аполлона в Дельфах; их видел Геродот, и, видимо, именно там историку рассказали о том, чем эти герои прославились. Скульптуры сохранились до нашего времени (их удалось идентифицировать благодаря уцелевшим надписям на постаментах). Сохранились также фрагменты амфоры из Навкратиса с краснофигурной росписью, на которой были изображены братья и их мать. Эти фрагменты хранятся в Британском музее.
Вслед за Геродотом о Клеобисе и Битоне писали многие другие античные авторы: Полибий, Марк Туллий Цицерон, Псевдо-Гигин, Плутарх, Павсаний, Диоген Лаэртский, Лукиан, Сервий. Эта легенда имеет много общего с историей Трофония и Агамеда, которых Аполлон наградил смертью во сне. В основе обоих мифов — уверенность в том, что тихая и незаметная кончина, «без боли и печали», является высшим благом.
|                                                |                                                                                     |                                                                                   |                                                                   |
| Алтарь Клеобиса и Битона эпохи Римской империи | «Клеобис и Битон». Литография 1830-х годов коллекция городской библиотеки Золотурна | «Клеобис и Битон», картина Джина Бардина. 1764 год. Национальный музей в Кракове. | «Клеобис и Битон», картина Адама Мюллера. 1830 год. Шарлоттенбург |